# Jean-Claude Rudaz
Jean-Claude Rudaz (Sion, 23 luglio 1942) è un ex pilota automobilistico svizzero.
Si iscrisse al Gran Premio d'Italia 1964 di Formula 1 con una Cooper, ma l'esplosione del motore in prova non gli permise di prendere parte alla corsa, sebbene qualificatosi 20º su 25 iscritti.
Partecipò nello stesso anno alla 24 Ore di Le Mans e nel 1973 fondò la linea aerea Transvalair, specializzata in spedizioni e trasporti cargo.

## Risultati in Formula 1
| 1964 | Scuderia     | Vettura |  |  |  |  |  |  |  |    |  |  |  | Punti | Pos. |
| ---- | ------------ | ------- |  |  |  |  |  |  |  | -- |  |  |  | ----- | ---- |
| 1964 | Fabre Urbain | Cooper  |  |  |  |  |  |  |  | NP |  |  |  | 0     |      |

| Legenda | 1º posto     | 2º posto | 3º posto    | A punti         | Senza punti/Non class.  | Grassetto – Pole position Corsivo – Giro più veloce |
| Legenda | Squalificato | Ritirato | Non partito | Non qualificato | Solo prove/Terzo pilota | Grassetto – Pole position Corsivo – Giro più veloce |